# 周承睿
周承睿（2000年2月24日—）為臺灣男子籃球運動員，場上主打大前鋒位置，現效力於台灣職業籃球大聯盟新北中信特攻。

## 高中生涯
周承睿高一才首度接觸正規籃球訓練，並沒有在HBL獲得太多發揮空間。

## 大學生涯
周承睿大學進入中國文化大學，但在大一先碰上受傷，在他大三時打到先發。

## 職業生涯
2021年8月9日，周承睿在T1聯盟的新人選秀會上於第五輪被新北中信特攻選中。8月18日，他與新北中信特攻完成簽約。

## 生涯數據

### T1聯盟
例行賽
| 賽季    | 球隊         | GP | MPG  | 2P% | 3P% | FT% | RPG | APG | SPG | BPG | PPG |
| ------- | ------------ | -- | ---- | --- | --- | --- | --- | --- | --- | --- | --- |
| 2021–22 | 新北中信特攻 | 6  | 5:02 | 40  | 0   | 75  | 1   | 0   | 0.3 | 0   | 1.7 |

## 外部連結
- 周承睿的Instagram帳戶
- 周承睿在台灣職業籃球大聯盟
- 周承睿在Eurobasket.com（球員）（英语）
- 周承睿在Flashscore（英语）